# La Sénia
La Sénia – gmina w Hiszpanii, w prowincji Tarragona, w Katalonii, o powierzchni 108,63 km². W 2011 roku gmina liczyła 6083 mieszkańców.